# Verein Schweizerischer Archivarinnen und Archivare
Der Verein Schweizerischer Archivarinnen und Archivare (VSA-AAS) ist eine Fachorganisation für das Archivwesen in der Schweiz. Er wurde 1922 anlässlich der Jahresversammlung der Allgemeinen Geschichtsforschenden Gesellschaft der Schweiz (AGGS) als Vereinigung Schweizerischer Archivare gegründet. 1996 benannte er sich um in Verein Schweizerischer Archivarinnen und Archivare (VSA).
Der Verein berücksichtigt – entsprechend der Mehrsprachigkeit der Schweiz – die verschiedenen Landessprachen und widmet diesem Faktor ein besonderes Augenmerk (Terminologie). Die Vereinsbezeichnungen lauten:
- Deutsch: Verein Schweizerischer Archivarinnen und Archivare VSA
- Französisch: Association des Archivistes suisses AAS
- Italienisch: Associazione degli archivisti svizzeri AAS
- Rätoromanisch: Associaziun da las archivarias e dals archivaris svizzers UAS

## Ziele
Seine Hauptziele (gemäss Statuten von 1997) sind:
1. Er fördert die Kontakte unter den Mitgliedern und deren Zusammenarbeit und unterstützt sie in der Ausübung ihrer beruflichen Tätigkeit.
2. Er fördert in der Öffentlichkeit das Bewusstsein für die Bedeutung der archivarischen Tätigkeit zur Sicherung von Archivgut als unentbehrliche Rechts- und Verwaltungsgrundlagen, als wertvolles Kulturgut und als wichtigste Quelle zur Erhellung unserer Geschichte.

## Mitglieder
2005 hatte der Verein über 500 Mitglieder, wobei hierzu sowohl Einzelmitglieder (Archivarinnen und Archivare) wie auch etwa 150 Kollektivmitglieder (Archive aller Sparten und weitere Institutionen) gehören.
Um 2022 bestand der VSA aus mehr als 700 Personen und 200 Institutionen.

## Aufgaben
Wichtige Aufgaben für das schweizerische Archivwesen werden die Kommissionen und Arbeitsgruppen des VSA wahrgenommen:
- Archivdirektorenkonferenz
- Bildungsausschuss
- Arbeitsgruppe Records Management & Digitale Archivierung
- Arbeitsgruppe Bewertung
- Arbeitsgruppe Archive der privaten Wirtschaft
- Arbeitsgruppe Geistliche Archive
- Arbeitsgruppe Stadt- und Gemeindearchive
- Arbeitsgruppe Normen und Standards
- Arbeitsgruppe Digitalisierung & Analoge Sicherung
- Arbeitsgruppe Zugang und Vermittlung

Der Verein ist der Schweizerischen Gesellschaft für Geschichte als Sektion angeschlossen.

## 100 Jahre VSA
Im Jahr 2022 organisierte der VSA anlässlich seines 100-jährigen Bestehens verschiedene Aktivitäten, unter anderem eine Wanderausstellung und die Jahresversammlung am 15. September 2022 in Bern, verbunden mit einer Fachtagung.

## Präsidium
| 1923–1929 | Robert Durrer (Staatsarchiv Nidwalden)                                   |
| 1929–1941 | Jährlich wechselnder Vorsitz                                             |
| 1941–1944 | Paul Roth (Staatsarchiv Basel-Stadt)                                     |
| 1944–1947 | Rudolf von Fischer (Staatsarchiv des Kantons Bern)                       |
| 1947–1950 | Gustave Vaucher (Archives d’État de Genève)                              |
| 1950–1953 | Anton Breitenmoser (Archiv des Chorherrenstifts St. Michael Beromünster) |
| 1953–1974 | Bruno Meyer (Staatsarchiv Thurgau)                                       |
| 1974–1978 | Laurette Wettstein (Archives cantonales vaudoises)                       |
| 1978–1982 | Walter Lendi (Staatsarchiv des Kantons St. Gallen)                       |
| 1982–1989 | Anton Gössi (Staatsarchiv Luzern)                                        |
| 1989–1997 | Rolf Aebersold (Staatsarchiv Uri)                                        |
| 1997–2001 | Gilbert Coutaz (Archives cantonales vaudoises)                           |
| 2001–2007 | Andreas Kellerhals (Schweizerisches Bundesarchiv)                        |
| 2007–2013 | Anna Pia Maissen (Stadtarchiv Zürich)                                    |
| 2013–2019 | Claudia Engler (Burgerbibliothek Bern)                                   |
| 2019-2023 | Alain Dubois (Staatsarchiv Wallis)                                       |